# Dúzia
Dúzia é uma coleção de doze. Há várias explicações para agrupamentos em doze, como a contagem suméria, a conveniência de múltiplos e divisores e a observação da natureza. São doze os ciclos lunares durante um ano solar. Dúzia na linguagem popular também pode ser usada como expressão para uma quantidade indeterminada.

## História
Dúzia era uma das bases numéricas da civilização suméria, que possuía as bases doze e sessenta. Os sumérios, embora não tivessem um sistema numérico baseado em como os algarismos arábicos (sistema de base decimal), faziam a contagem dos seres utilizando-se dos dedos das mãos.  Embora sejam dez os dedos das mãos, o polegar não era utilizado na contagem, mas sim para a contagem: Cada vez que um contador avistava uma posse, ele marcava sua quantidade com o polegar avançando por cada falange de cada dedo da mão, alcançando então doze quando completasse a contagem com uma mão; sempre que a mão direita completasse doze, o contador usava o polegar da mão esquerda para contar quantas vezes a mão direita havia sido preenchida. Os cinco dedos da mão esquerda mais as doze falanges da mão direita significavam então sessenta seres contados.